# Jeanne Cuisinier
Jeanne Cuisinier (* 1890; † 1964) war eine französische Ethnologin. Sie forschte unter anderem in Kelantan und bei den Mường in Französisch-Indochina. Ihr Hauptwerk Sumangat untersucht asiatische Seelenvorstellungen und -kulte, speziell in Indochina und Indonesien in Südostasien. Ihr Werk Danses magiques de Kelantan untersucht magische Tänze in Malaysia.

## Werke
- Danses magiques de Ketalan. Travaux et Mémoires de l'Institut d'Ethnologie. XXII. Paris, Institut d'Ethnologie, 1936
- Les Mu'ò'ng: Géographie humaine et sociologie - Ouvrage publié avec le concours de la recherche scientifique coloniale. Paris : Inst. d'Ethnologie, 1946 (Travaux et Mémoires de l'Institut d'Ethnologie 45)
- Monographie des Mu'o'ng ; Muong ; Les Mu'ong. Institut d'Ethnologie Musée de l'Homme Paris 1948
- Prières accompagnant les rites agraires chez les Mu'ò'ng de Mân đú'c. - Hanoi: École française d’Extrême-Orient, 1951 (Hierbei handelt es sich um die "these complementaire" von Jeanne Cuisinier. Ihre "these principale", Les Mu'o'ng, wurde 1946 publiziert in der Reihe Travaux et Mémoires de l'Institut d'Ethnologie.)
- Sumangat: L'âme et son culte en Indochine et en Indonésie. Paris: Gallimard, 1951 (L'Espèce humaine 7. Préf. de Louis Massignon.)
- La danse sacrée en Indochine et en Indonésie (1951)
- Les cahiers d'Archipel n° 31. Journal de voyage, Malaisie (1933), Indonésie (1952–55) par Jeanne Cuisinier.
- Journal de voyage : Malaisie (1933), Indonésie (1952–55) / Jeanne Cuisinier. Extraits éd. par Daniel Perret. Paris : Assoc. Archipel, 1999 (Cahiers d'Archipel ; 31)
- Le theatre d'ombres a Kelantan. Préface de Jean Filliozat. Paris: Gallimard, 1957. 252pp. + 16 plates. Wrps. (Espece humaine 14)
- Lettres de Raden Adjeng Kartini. Java en 1900. Choisies et traduites par L.Ch. Damais. Introduction et notes de J. Cuisinier. Preface de L. Massignon. La Haye, 1960.
- Danses cambodgiennes. Cambodge, Institut Bouddhique 1968

## Prix Jeanne Cuisinier
Ihr zu Ehren wird vom Institut national des langues et civilisations orientales (INALCO) der "Prix Jeanne Cuisinier" verliehen.